# Sofian Chakla
Sofian Chakla (en amazighe : ⵙⵓⴼⵢⴰⵏ ⵛⴰⴽⵍⴰ), né le 2 septembre 1993 à Kénitra (Maroc), est un footballeur international marocain. Il évolue au poste de défenseur central au Sabah FC.

## Biographie

### En club

#### Formation en Espagne et débuts pro en Hongrie (1994-2015)
Natif du Maroc, Sofian Chakla grandit aux Îles Canaries et commence le football dès l'âge de neuf ans dans les clubs amateurs du Las Norias et de La Mojonera. En 2010, à l'âge de 17 ans, il intègre le centre de formation du Malaga CF et y évolue pendant quatre ans. En 2013, il est convoqué par l'entraîneur Bernd Schuster pour participer à un stage d'entraînement avec l'équipe A du Malaga aux côtés de joueurs comme Isco. Le joueur ne sera finalement pas retenu dans l'effectif définitif. Il obtient en 2014 son transfert vers le Real Betis, club dans lequel il ne fait pas ses débuts professionnels.
Âgé de 21 ans sans pour autant avoir pu jouer un match en pro, il est testé pendant un mois dans le club d'Elche CF, mais n'y recevra pas de contrat.
Ayant reçu une proposition venant de Hongrie, il prend son envol le 14 juillet 2014 pour la Hongrie et signe un contrat de trois ans au Fehérvár FC. Il y fait ses débuts professionnels en disputant vingt matchs. Il y marque deux buts et remporte le championnat hongrois en 2015. Il termine sa saison également en tant que finaliste de la Coupe de Hongrie.
Il dispute en total six matchs en championnat hongrois et quatorze matchs en Coupe de Hongrie dont il est l'auteur de deux buts.

#### Parcours amateur en Espagne (2015-2019)
Le 22 septembre 2015, il retourne librement en Espagne et évolue une saison dans le club amateur de La Roda en D3 espagnole . Après cela, il signe un énième contrat à l'El Ejido, un autre club disputant également le haut du classement de la D3 espagnole. Il y dispute 23 matchs en total et marque un but.
Le 31 mai 2017, l'UD Almería recrute Sofian Chakla et l'intègre dans son équipe B qui évolue en troisième division espagnole. Auteur de bonnes prestations, Sofian Chakla est ensuite transféré à l'UD Melilla, club dans lequel il devient un titulaire indiscutable pendant une saison, prenant part à 26 matchs de championnat dans lesquels il marque deux buts. Avec l'UD Melilla, il participe pour la première fois à la Coupe d'Espagne.

#### Villarreal CF (2019-2021)
Pouvant renouveler son contrat, il décide de quitter le club pour tenter sa chance au Villarreal CF. Le 17 juillet 2019, il y signe un contrat d'un an. Lors de la première demi-saison, il évolue en équipe B. Grâce à ses grandes performances en B, il reçoit un contrat professionnel de trois ans le 27 janvier 2020 et est promu en équipe A. Deux jours plus tard, le 29 janvier, il figure parmi la liste des convoqués pour affronter le Rayo Vallecano en Coupe d'Espagne. Il finira par rester 90 minutes sur le banc. À cause de la pandémie de Covid-19, le championnat espagnol est arrêté.
En juin 2020, le championnat espagnol reprend et Sofian Chakla est titularisé pour la première fois le 19 juin 2020 contre le Grenade CF, lors d'un match à l'extérieur. Il dispute 90 minutes et remporte le match sur le score de un but à zero. Sofian Chakla se révèle rapidement en équipe A et dispute plusieurs matchs en tant que titulaire en Liga de Fútbol Profesional.
Le 16 décembre 2020, il marque son premier but sous les couleurs du Villarreal lors d'un match de Coupe d'Espagne l'opposant au Leioa SD. Il marque à la 66e minute le quatrième but sur une passe décisive d'Álex Baena (victoire, 0-6).
Sofian Chakla retourne au Villarreal CF en juillet 2021 après le prêt de six mois au Getafe CF. Le 11 août 2021, à la suite d'une décision technique d'Unai Emery, il ne prend pas part au voyage pour la finale de la Supercoupe de l'UEFA, opposant son équipe face à Chelsea FC.

##### Prêt au Getafe CF
Le 30 janvier 2021, Sofian Chakla est prêté au Getafe CF jusqu'en fin de saison. Erick Cabaco et Chema Rodríguez sont les joueurs concurrents qui se disputent la place de titulaire dans la défense centrale du Getafe CF. Dès l'arrivée de Sofian Chakla, le Marocain s'impose rapidement et forme un duo avec Djené Dakonam.
Un jour après sa signature, il dispute son premier match sous le maillot du Getafe contre le Deportivo Alavés, à l'occasion de la 21e journée du championnat espagnol (match nul, 0-0). Le 3 avril, il se blesse aux ligaments en deuxième mi-temps contre le CA Osasuna, lui privant du match du 10 avril contre Cadiz CF. L'absence de Sofian Chakla est palliée par David Timor qui marque contre son camp (défaite, 0-1).
Le 23 avril 2021, Sofian Chakla marque un but contre son camp face au FC Barcelone, effectuant une passe en retrait très forte vers la cage de son propre gardien. Le match se solde sur une victoire de 5-2 en faveur des Catalans. Après le match, Sofian Chakla essuie une pluie de critiques dans les réseaux sociaux, mettant en cause son niveau footballistique. Après ce match, il n'est plus jamais titularisé en championnat. Il termine la saison avec onze matchs en Liga. Le Getafe CF termine la saison 2020/21 à la quinzième place du classement du championnat espagnol.

#### OH Louvain (depuis 2021)
Le 27 août 2021, il signe un contrat de trois saisons à l'OH Louvain. Le 26 novembre 2021, il délivre une passe décisive à Casper De Norre à la 13e minute du match face à l'Union Saint-Gilloise (victoire, 1-3).

### En sélection
En 2012, il participe à un stage de matchs amicaux au Bahreïn avec l'équipe du Maroc -19 ans sous Hassan Benabicha. Il est titularisé lors d'un seul match face à l'équipe de Jordanie -19 ans (victoire, 4-0).
Il compte cinq sélections avec l'équipe du Maroc -20 ans.
Le 1er octobre 2020, il reçoit sa première convocation internationale pour représenter l'équipe nationale du Maroc à l'occasion de deux matchs amicaux face au Sénégal et la République démocratique du Congo. À la suite de son infection au coronavirus, il est contraint de déclarer forfait.
Le 18 mars 2021, il figure sur la liste définitive de Vahid Halilhodžić pour disputer les deux prochains matchs de qualifications à la Coupe d'Afrique 2022 (le 27 mars contre la Mauritanie et le 30 mars contre le Burundi). Le 30 mars, il est titularisé et honore sa première sélection en équipe du Maroc contre l'équipe du Burundi à Rabat dans le cadre des qualifications à la CAN 2022 (victoire, 1-0). Le Maroc termine premier de son groupe et se qualifie facilement à la CAN 2022.
Le 27 mai 2021, Sofian Chakla est à nouveau sélectionné par Vahid Halilhodžić en équipe du Maroc pour prendre part à deux matchs amicaux contre l'équipe du Ghana (8 juin 2021) et du Burkina Faso (12 juin 2021). Le 26 août 2021, il figure officiellement sur la liste de Vahid Halilhodžić des joueurs sélectionnés avec équipe du Maroc pour les matchs de qualification à la Coupe du monde contre l'équipe du Soudan et de Guinée.
Le 23 décembre 2021, il figure officiellement dans la liste des 28 joueurs sélectionnés de Vahid Halilhodžić pour la CAN 2022 au Cameroun. Il dispute son seul match lors de la troisième rencontre de poule face au Gabon en étant titularisé (match nul, 2-2). Les Lions de l'Atlas sont éliminés en quarts de finale face à l'Égypte (défaite, 2-1). À la suite d'une bagarre survenue lors de l'après match, une sanction lui est infligée par la CAF à la suite de son implication dans une altercation dans les vestiaires avec des joueurs égyptiens. Il écope d'une amende de 22,000 euros et de deux matchs de suspension, notamment les deux matchs de barrages de qualification à la Coupe du monde face à la République démocratique du Congo en mars 2022. Sofiane Boufal est cet autre joueur également suspendu.
Le 25 mai 2022, il est convoqué pour un match de préparation à la Coupe du monde 2022 face aux États-Unis ainsi que deux autres matchs qualificatifs à la CAN 2023 face à l'Afrique du Sud et au Liberia.

## Style de jeu
Sofian Chakla est un joueur relativement frêle physiquement, ce qui le désavantage lors des duels. Cependant il n’en est pas moins un joueur combattif, sa volonté sans faille et son esprit de guerrier en font un joueur de l’ombre important dans l’équilibre d’une équipe. Même s'il n’est pas un fin technicien balle au pied, il a le profil d'un défenseur central à l’ancienne qui multiplie les tacles et les interceptions et dont l’objectif premier est de récupérer le ballon et soulager son équipe défensivement parlant. Dans ce but c’est un joueur qui va multiplier les kilomètres et les efforts sur le terrain, bien aidé par son mental et son cardio conséquent.
De plus, il est un meneur incontestable sur le terrain. Il représente l'état d'esprit du football marocain. Néanmoins il reste surtout connu pour son jeu agressif et ses nombreuses contestations qui font de lui le recordman des cartons jaunes dans le championnat d'Espagne de la saison 2020-2021.

## Statistiques

### Statistiques détaillées
| Saison                | Club                  | Championnat           | Championnat | Championnat | Championnat | Coupe nationale | Coupe nationale | Coupe nationale | Coupe de la Ligue | Coupe de la Ligue | Coupe de la Ligue | Compétition(s) continentale(s) | Compétition(s) continentale(s) | Compétition(s) continentale(s) | Compétition(s) continentale(s) | Maroc | Maroc | Maroc | Total | Total | Total |
| Saison                | Club                  | Division              | M.          | B.          | P.d.        | M.              | B.              | P.d.            | M.                | B.                | P.d.              | Comp.                          | M.                             | B.                             | P.d.                           | M.    | B.    | P.d.  | M.    | B.    | P.d.  |
| 2014-2015             | Fehérvár FC           | OTP Bank Liga         | 6           | 0           | 0           | 14              | 2               | 0               | -                 | -                 | -                 | -                              | -                              | -                              | -                              | -     | -     | -     | 20    | 2     | 0     |
| Sous-total            | Sous-total            | Sous-total            | 6           | 0           | 0           | 14              | 2               | 0               | -                 | -                 | -                 | -                              | -                              | -                              | -                              | -     | -     | -     | 20    | 2     | 0     |
| 2019-2020             | Villarreal CF         | LaLiga                | 2           | 0           | 0           | 1               | 0               | 0               | -                 | -                 | -                 | -                              | -                              | -                              | -                              | -     | -     | -     | 3     | 0     | 0     |
| Sous-total            | Sous-total            | Sous-total            | 2           | 0           | 0           | 1               | 0               | 0               | -                 | -                 | -                 | -                              | -                              | -                              | -                              | -     | -     | -     | 3     | 0     | 0     |
| 2020-2021             | Villarreal CF         | LaLiga                | 1           | 0           | 0           | 2               | 1               | 0               | -                 | -                 | -                 | -                              | -                              | -                              | -                              | -     | -     | -     | 3     | 1     | 0     |
| 2020-2021             | Getafe CF             | LaLiga                | 11          | 0           | 0           | -               | -               | -               | 0                 | -                 | -                 | -                              | -                              | -                              | -                              | 1     | 0     | 0     | 12    | 0     | 0     |
| Sous-total            | Sous-total            | Sous-total            | 12          | 0           | 0           | 2               | 1               | 0               | -                 | -                 | -                 | -                              | -                              | -                              | -                              | 1     | 0     | 0     | 15    | 1     | 0     |
| Total sur la carrière | Total sur la carrière | Total sur la carrière | 20          | 0           | 0           | 17              | 3               | 0               | -                 | -                 | -                 | -                              | -                              | -                              | -                              | 1     | 0     | 0     | 38    | 3     | 0     |

## Palmarès

### En club
Fehérvár FC
- Championnat de Hongrie
  - Champion : 2015
- Coupe de Hongrie
  - Finaliste : 2015